# Place des Canotiers
La place des Canotiers est une place publique située entre le fleuve Saint-Laurent et la basse-ville du Vieux-Québec, à Québec. D'une superficie totale couvrant près de 20 000 m2, le lieu est accessible à la population et aux visiteurs depuis le 9 juin 2017.

## Historique
La place des Canotiers se trouve située à l'emplacement de ce qui était autrefois un stationnement auquel on accédait par la rue Dalhousie. De l'autre côté de cette rue lui fait face le Musée de la civilisation. Cette place, comprenant des zones pavées, des espaces verts ainsi que  du mobilier urbain, est la propriété de la Commission de la capitale nationale du Québec. Alors que les travaux pour sa réalisations débutèrent en septembre 2015, elle a été inaugurée au printemps 2017, pour les célébrations du 150e anniversaire de la Confédération canadienne. Localisé dans l'une des zones portuaires les plus achalandées de la ville, le "...site est également un lieu d'accueil pour les croisiéristes internationaux [désirant visiter] la capitale québécoise."
La gestion du projet fut octroyée à la Société québécoise des infrastructures (SQI) sous la responsabilité de la Commission de la capitale nationale du Québec au coût de $39 millions (Gouvernement du Canada : 4,14 M$; Gouvernement du Québec : 26,86 M$; Ville de Québec : 8 M$). Afin de combler la perte de nombreuses places de stationnement, un stationnement étagé fut construit occupant de fait une moins grande superficie et dont la gestion a été confiée à la Société Parc-Auto du Québec (SPAQ).

## Caractéristiques
- Superficie du site : 19 544 m2
- Superficie de la toiture verte: 2 519 m2
- Jardin d'élymes de 1 597 m2 composé de 20 206 élymes des sables et de 650 iris à pétales aigus
- 67 arbres de 4 espèces différentes
- 878 arbustes de 3 espèces différentes
- 74 brumisateurs
- 50 jets de fontaine
- 389 cases de stationnement[1]

## Galerie

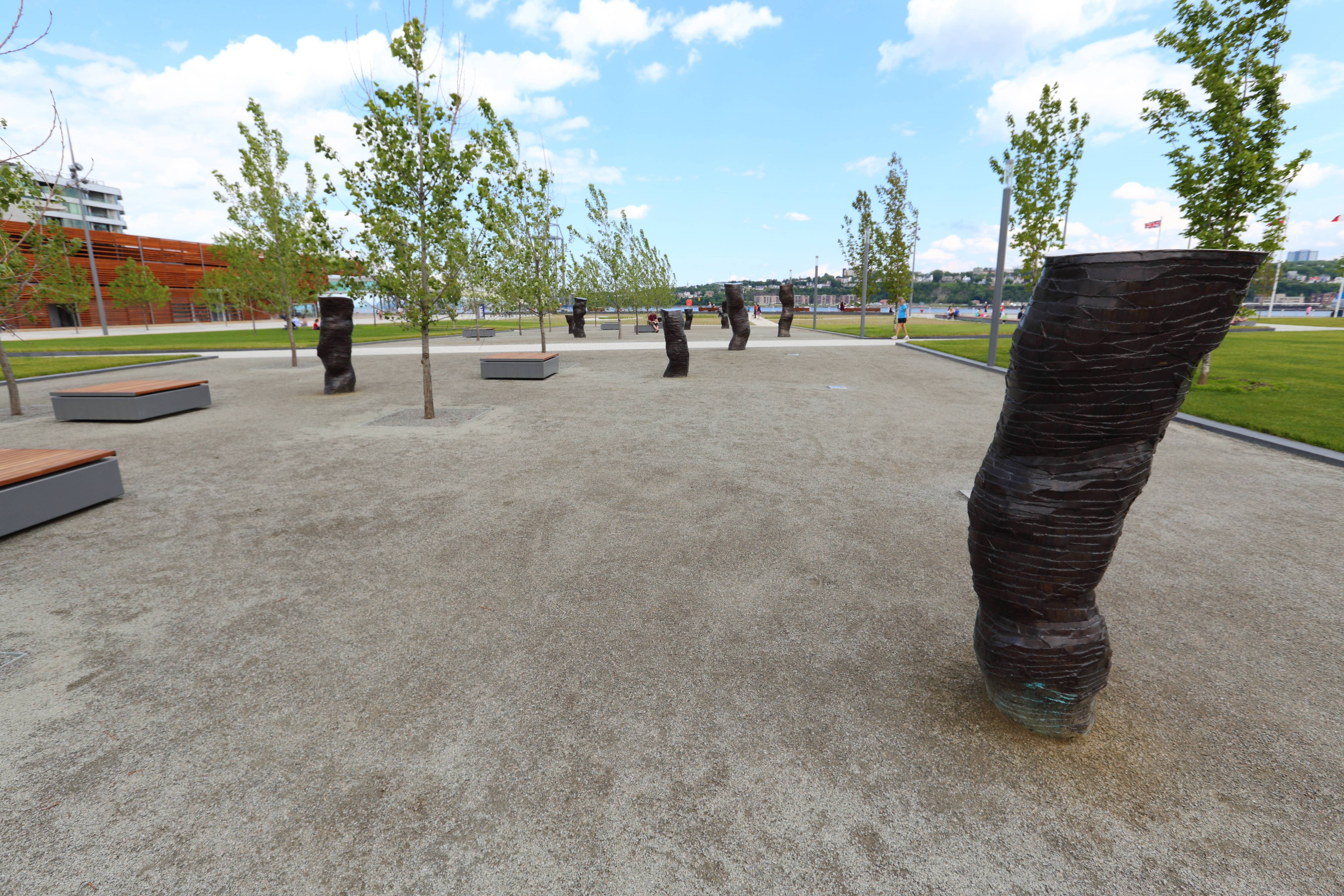
La place alterne mobilier urbain et arbres
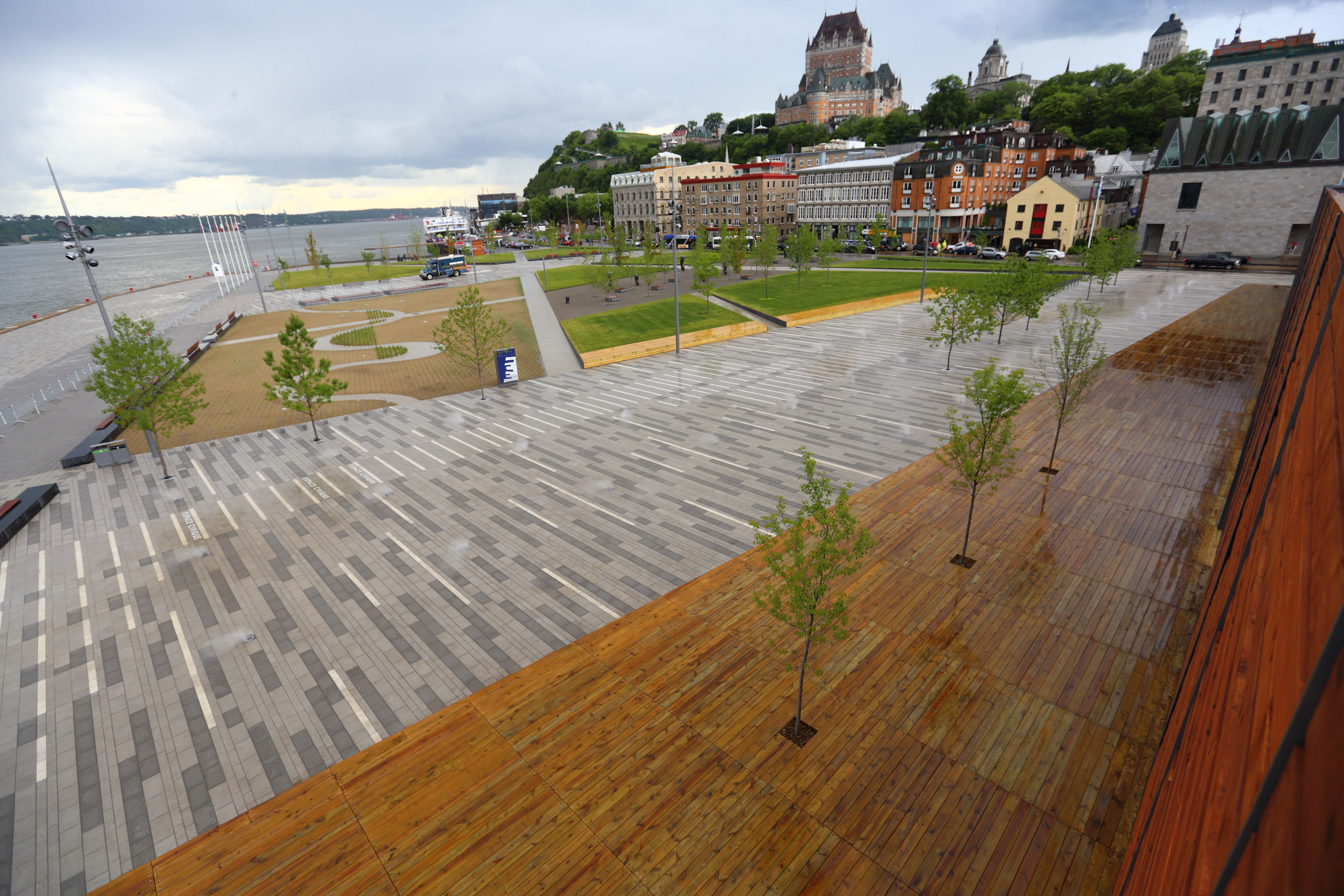
Vue en plongée
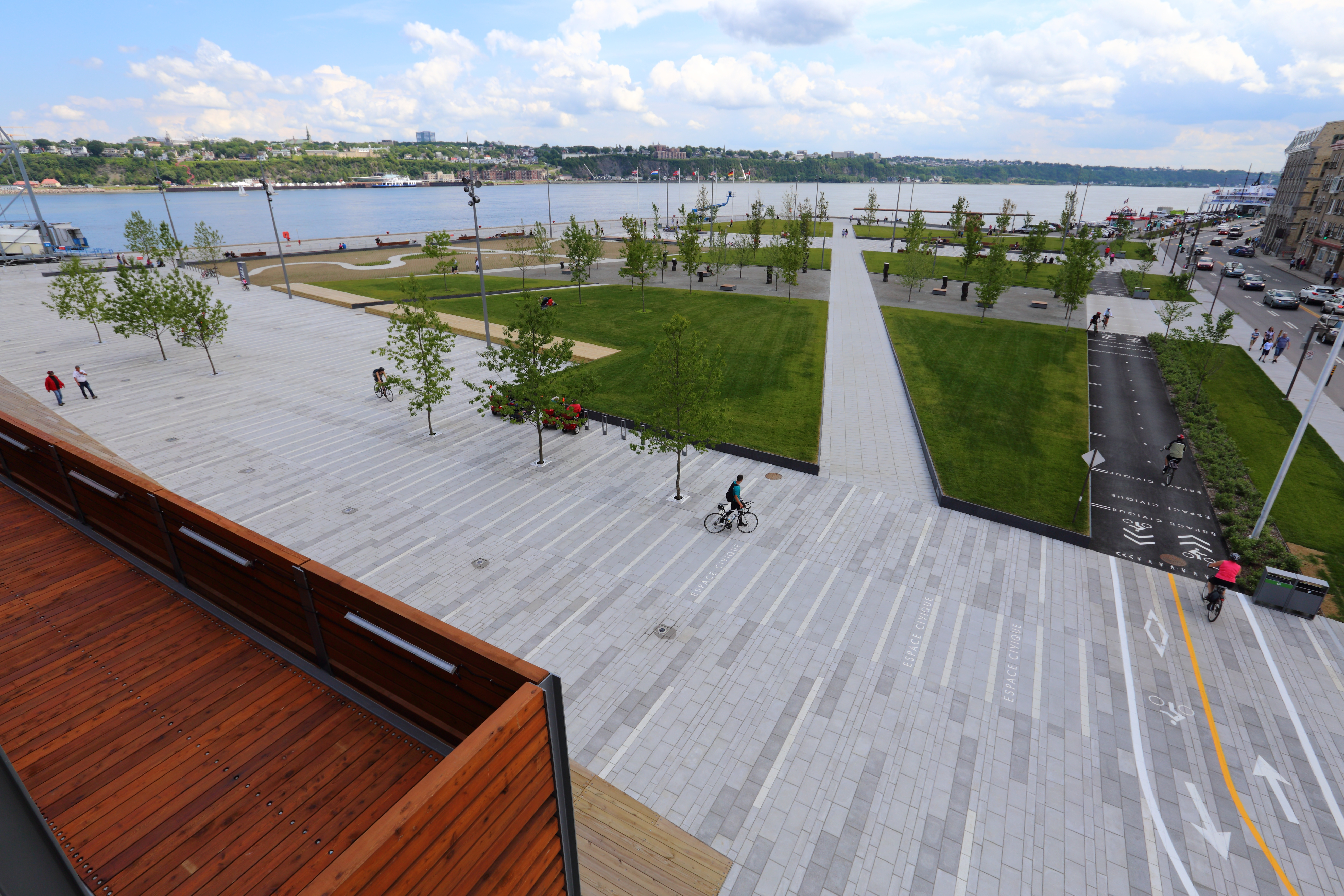
Vue en plongée
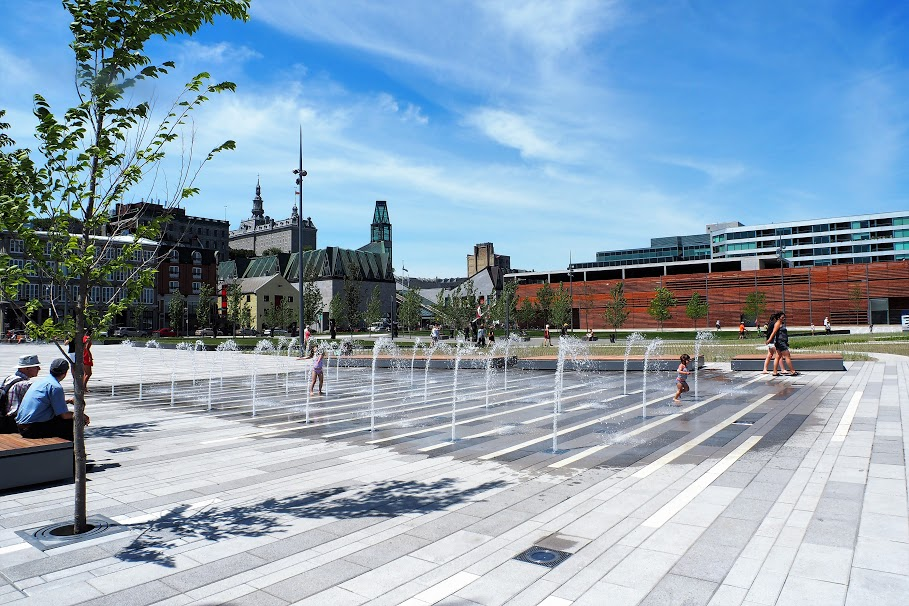
Section des jets d'eau, vue du sol
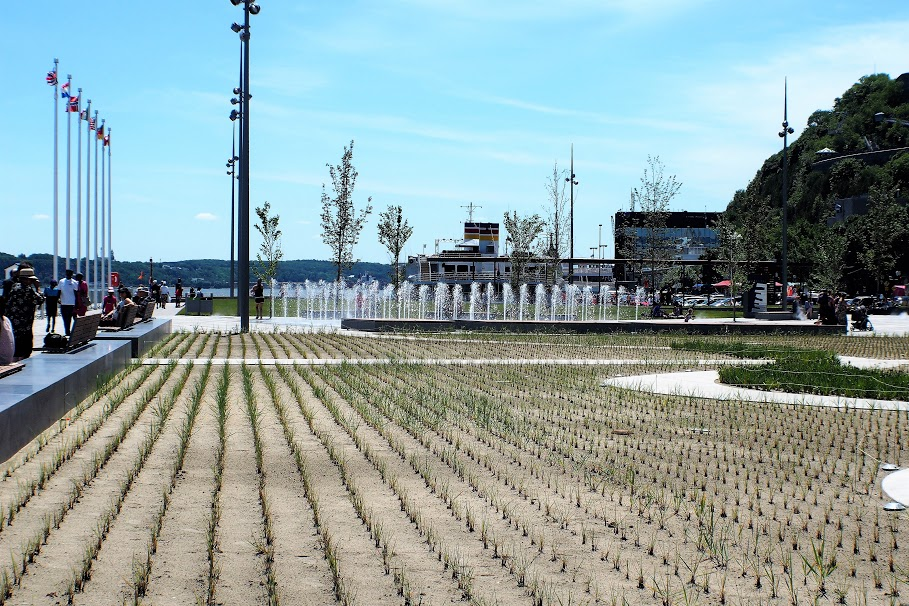
Parterre et section des jets d'eau, vue du sol